# Коровинська
Коро́винська (рос. Коровинская) — присілок у складі Тотемського району Вологодської області, Росія. Входить до складу Калінінського сільського поселення.

## Населення
Населення — 16 осіб (2010; 15 у 2002).
Національний склад (станом на 2002 рік):
- росіяни — 100 %